# Raulzinho Neto
Raul "Raulzinho" Togni Neto (Belo Horizonte, 1992. május 19. –) brazil kosárlabdázó, aki a Washington Wizards csapatában játszik, az NBA-ben. Korábban a Minas Tênis Clube és a Gipuzkoa Basket tagja volt, 2014-ben igazolt az UCAM Murcia csapatába.